# Jan Šverma
Jan Šverma (* 23. März 1901 in Münchengrätz, Österreich-Ungarn; † 10. November 1944 am Berg Chabenec in der Niederen Tatra, Slowakei) war ein tschechoslowakischer Kommunist. Er wurde nach dem kommunistischen Februarumsturz 1948 zu einem Nationalhelden gemacht.

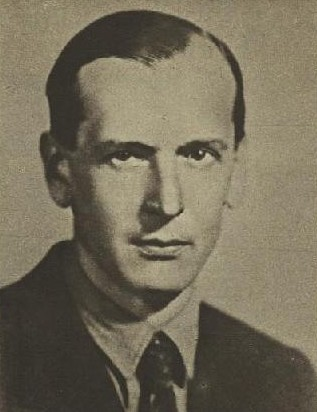
Jan Šverma (unbekannter Fotograf)

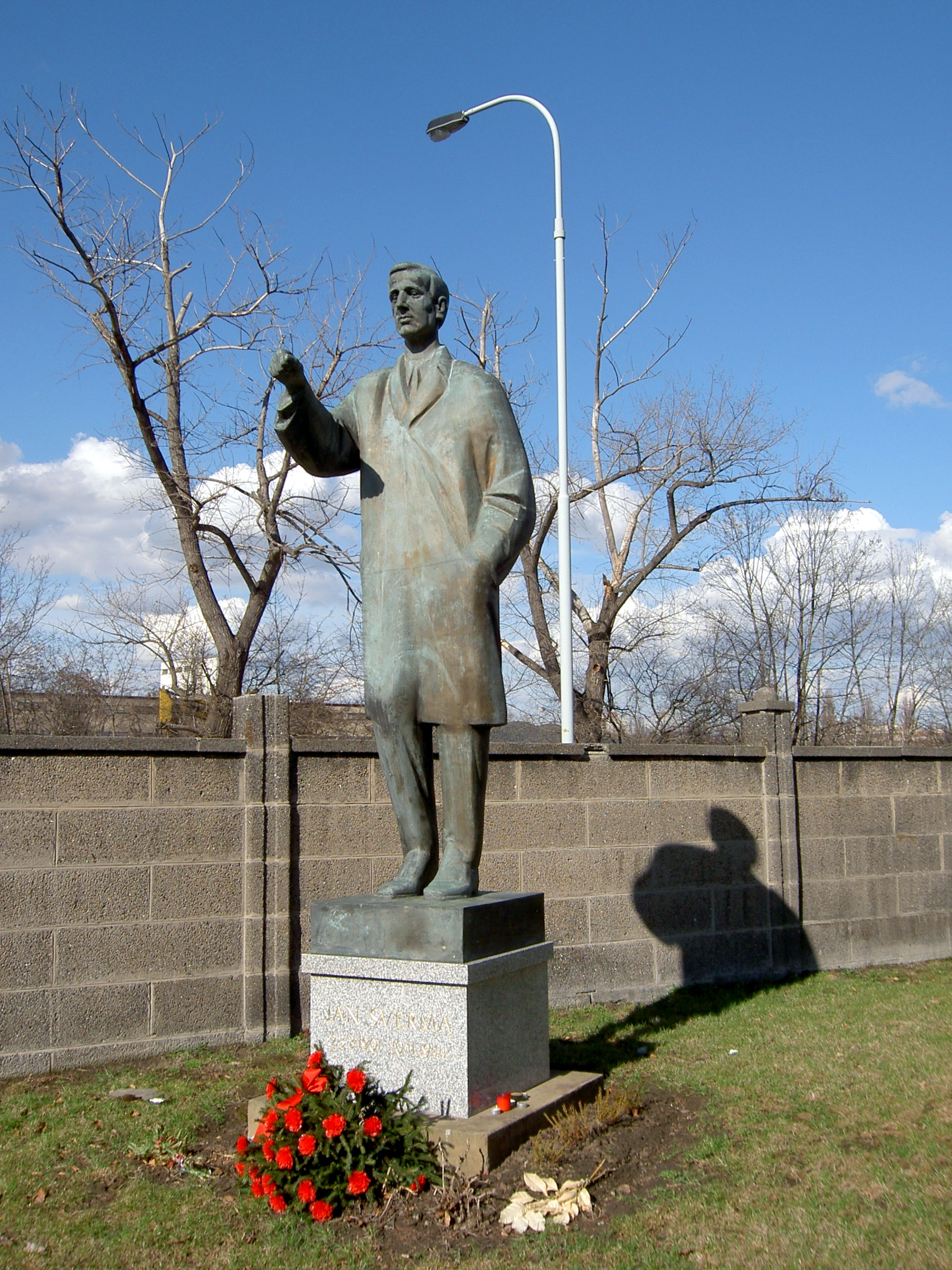
Denkmal in Prag

## Leben
Šverma war der Sohn eines Rechtsanwalts und Bürgermeisters von Münchengrätz. Nach dem Tode des Vaters wuchs Šverma ab 1911 in Prag-Smíchov auf. Im Anschluss an die Matura begann er an der Karls-Universität ein Studium der Rechtswissenschaften, das er nicht abschloss.
Šverma war der Ehemann von Marie Švermová (1902–1992), die in den 50er Jahren in den kommunistischen Schauprozessen 1954 zu lebenslanger Haft verurteilt wurde und von der sie fünf Jahre auch im Gefängnis verbrachte. Erst 1968 wurde sie rehabilitiert. Später gehörte sie zu den Mitunterzeichnern der Charta 77 und musste mit neuen Schwierigkeiten zurechtkommen.

## Politische Tätigkeit
In dem Arbeiterviertel knüpfte Šverma Kontakte zur kommunistischen Bewegung und begeisterte sich für deren Ideale. 1921 gehörte er zu den Gründungsmitgliedern der Kommunistischen Partei KSČ. Er brach das Studium ab und wirkte im kommunistischen Jugendverband sowie als Redakteur der Zeitung Rudý večerník. Zusammen mit Klement Gottwald, Rudolf Slánský und Josef Gutman wurde Jan Šverma zu einem Führer der linken Opposition in der Tschechoslowakei. Er studierte von 1926 bis 1928 an der Internationalen Lenin-Schule in Moskau und nahm 1928 am VI. Weltkongress der Kommunistischen Internationale teil. Im Jahr darauf kehrte er nach Prag zurück und unterstützte den neuen Generalsekretär Gottwald, der die Kommunisten zur fünftstärksten Partei im Lande machte. Er schloss sich der radikalen, moskau- und kominternorientierten Gruppe um Klement Gottwald an, die später unter dem Beinamen Buben von Karlín („karlínští kluci“) in die Geschichte einging. Auf dem V. Parteitag der KPTsch im Februar 1929 übernahmen diese jungen Funktionäre die Macht in der KPTsch.
Nach der Flucht Klement Gottwalds nach Moskau wurde Jan Šverma zum eigentlichen Führer der Kommunistischen Partei der Tschechoslowakei. 1935 wurde er ins tschechoslowakische Parlament gewählt und ab 1936 übernahm er die Funktion des Chefredakteurs der Parteizeitung Rudé právo. Šverma, der sich im Gegensatz zu Gottwald nicht der Vorherrschaft Stalins unterwarf, sondern eigene Ideen verbreitete, die eine Zusammenarbeit mit Sozialdemokraten und Kleinbauern einschlossen, wurde von der Moskauer Exilführung unter Gottwald scharf angegriffen. Unter Jan Šverma unterstützten die tschechoslowakischen Kommunisten 1935 die Wahl von Edvard Beneš zum Ministerpräsidenten. 1939 wurde er nach Kritik am Hitler-Stalin-Pakt zeitweilig aus der KSČ ausgeschlossen.
Šverma ging nach der Zerschlagung der Rest-Tschechei 1939 ins Exil nach Paris und reiste nach dem Ausbruch des Zweiten Weltkrieges nach Moskau. Hier verblieb er auch bei Annäherung der deutschen Truppen und leitete den Moskauer Auslandssender der Komintern. Die Popularität Švermas war zu dieser Zeit deutlich höher als die des Generalsekretärs Gottwald, der Moskau beim Anrücken der Wehrmacht fluchtartig verlassen hatte.
Nach dem Ausbruch des slowakischen Nationalaufstandes begab sich Šverma im Sommer 1944 in die slowakischen Berge. Es wird spekuliert, ob dies aus eigener Intention oder auf Druck Klement Gottwalds, der selber in der Sowjetunion verblieb, erfolgte. Der tuberkulosekranke Jan Šverma schloss sich 1944 den Partisanen in der Slowakei an. Am 10. November 1944 starb Šverma an Entkräftung während eines 15-stündigen Aufstieges auf den Berg Chabenec (1955 m Seehöhe) zusammen mit 84 weiteren Partisanen während eines Schneesturmes.

## Würdigung
Nach dem kommunistischen Putsch im Februar 1948 wurde Jan Šverma, initiiert durch Klement Gottwald, zum Nationalhelden erkoren. Seinen Namen trugen u. a. die Braunkohlengrube Důl Jan Šverma in Holešov bei Ervěnice, das Steinkohlenbergwerk Důl Jan Šverma bei Lampertice und eine Steinkohlenkokerei in Ostrava. Auch die Brünner Waffenfabrik und die Josef Walter-Motorfahrzeugfabrik in Prag-Jinovice (Jinozitz) hießen zwischenzeitlich Závody Jana Švermy.
In Prag war von 1951 bis 1997 die Moldaubrücke Štefánikův most nach ihm benannt. Der Kladnoer Stadtteil „Švermov“ wurde gleichfalls nach Jan Šverma benannt.
In der Slowakei trug von 1948 bis 1990 der Ort Telgárt den Namen „Švermovo“.